# Dixième circonscription des Yvelines
La dixième circonscription des Yvelines est l'une des 12 circonscriptions législatives françaises que compte le département des Yvelines (78) situé en région Île-de-France.

## Description géographique et démographique

### Composition de la circonscription de 1988 à 2012
La dixième circonscription des Yvelines est délimitée par le découpage électoral de la loi no 86-1197 du 24 novembre 1986, elle regroupe les divisions administratives suivantes:
- Maurepas moins les communes d'Elancourt et de La Verrière
- Montfort-l'Amaury
- Rambouillet
- Saint-Arnoult-en-Yvelines

D'après les chiffres du recensement de 1999, la circonscription était alors peuplée de 134 251 et la population active était de 67 284 personnes.

### Composition de la circonscription à compter de 2012
Lors du nouveau découpage électoral de 2010, la circonscription est redéfinie. La moitié nord du canton de Montfort-l'Amaury est transférée à la 12e circonscription.
La nouvelle circonscription regroupe ainsi les divisions administratives suivantes : 
- Le canton de Maurepas sans les communes d'Élancourt et de La Verrière
- La moitié sud du canton de Montfort-l'Amaury
- Le canton de Rambouillet
- Le canton de Saint-Arnoult-en-Yvelines

D'après les chiffres du recensement de 2008, la circonscription était alors peuplée de 119 744 habitants.

## Historique des députations
| Législature | Début de mandat | Fin de mandat  | Député                | Parti politique | Observations |
| ----------- | --------------- | -------------- | --------------------- | --------------- | --- |
| IXe         | 23 juin 1988    | 1er avril 1993 | Christine Boutin      | UDF             | Conseillère générale de Rambouillet |
| Xe          | 2 avril 1993    | 21 avril 1997  | Christine Boutin      | UDF             | Conseillère générale de Rambouillet. Mandat écourté à la suite d'une dissolution parlementaire décidée par Jacques Chirac. |
| XIe         | 12 juin 1997    | 18 juin 2002   | Christine Boutin      | UDF             | Conseillère générale de Rambouillet |
| XIIe        | 19 juin 2002    | 19 juin 2007   | Christine Boutin      | UMP             | Conseillère générale de Rambouillet |
| XIIIe       |                 |                | Christine Boutin      | UMP             | Conseillère générale de Rambouillet. À la suite de sa nomination au gouvernement, son siège revient à son suppléant Jean-Frédéric Poisson. Lors d'un remaniement ministériel, elle n'est pas reconduite et démissionne de son mandat de députée. Après la démission de Christine Boutin de son mandat de députée et une élection législative partielle remportée de justesse par Jean-Frédéric Poisson puis invalidée par le Conseil constitutionnel, une nouvelle élection est organisée en juillet 2010 : la candidate Verte Anny Poursinoff l'emporte. |
| XIIIe       |                 |                | Jean-Frédéric Poisson | UMP             | Conseillère générale de Rambouillet. À la suite de sa nomination au gouvernement, son siège revient à son suppléant Jean-Frédéric Poisson. Lors d'un remaniement ministériel, elle n'est pas reconduite et démissionne de son mandat de députée. Après la démission de Christine Boutin de son mandat de députée et une élection législative partielle remportée de justesse par Jean-Frédéric Poisson puis invalidée par le Conseil constitutionnel, une nouvelle élection est organisée en juillet 2010 : la candidate Verte Anny Poursinoff l'emporte. |
| XIIIe       |                 |                | Jean-Frédéric Poisson | UMP             | Conseillère générale de Rambouillet. À la suite de sa nomination au gouvernement, son siège revient à son suppléant Jean-Frédéric Poisson. Lors d'un remaniement ministériel, elle n'est pas reconduite et démissionne de son mandat de députée. Après la démission de Christine Boutin de son mandat de députée et une élection législative partielle remportée de justesse par Jean-Frédéric Poisson puis invalidée par le Conseil constitutionnel, une nouvelle élection est organisée en juillet 2010 : la candidate Verte Anny Poursinoff l'emporte. |
| XIIIe       |                 |                | Anny Poursinoff       | EELV            | Conseillère générale de Rambouillet. À la suite de sa nomination au gouvernement, son siège revient à son suppléant Jean-Frédéric Poisson. Lors d'un remaniement ministériel, elle n'est pas reconduite et démissionne de son mandat de députée. Après la démission de Christine Boutin de son mandat de députée et une élection législative partielle remportée de justesse par Jean-Frédéric Poisson puis invalidée par le Conseil constitutionnel, une nouvelle élection est organisée en juillet 2010 : la candidate Verte Anny Poursinoff l'emporte. |
| XIVe        | 20 juin 2012    | 20 juin 2017   | Jean-Frédéric Poisson | PCD             | |
| XVe         | 21 juin 2017    | 21 juin 2022   | Aurore Bergé          | LREM            | |
| XVIe        | 22 juin 2022    | 20 août 2023   | Aurore Bergé          | RE              | Aurore Bergé est nommée ministre dans le gouvernement Élisabeth Borne le 20 juillet 2023 et est remplacée par Philippe Emmanuel, jusqu'alors maire de Jouars-Pontchartrain Mandat écourté à la suite d'une dissolution parlementaire décidée par Emmanuel Macron. |
| XVIe        | 21 août 2023    |                | Philippe Emmanuel     | RE              | Aurore Bergé est nommée ministre dans le gouvernement Élisabeth Borne le 20 juillet 2023 et est remplacée par Philippe Emmanuel, jusqu'alors maire de Jouars-Pontchartrain Mandat écourté à la suite d'une dissolution parlementaire décidée par Emmanuel Macron. |

## Historique des élections

### Élections de 1988
| Candidat       | Candidat                         | Parti                      | Premier tour | Premier tour | Second tour | Second tour |  |
| Candidat       | Candidat                         | Parti                      | Voix         | %            | Voix        | %           |  |
| -------------- | -------------------------------- | -------------------------- | ------------ | ------------ | ----------- | ----------- |  |
|                | Christine Boutin sortante réélue | UDF (CDS) (URC)            | 24 965       | 46,92        | 32 260      | 56,21       |  |
|                | Georges Mougeot                  | PS                         | 17 895       | 33,63        | 25 132      | 43,79       |  |
|                | Jean-Claude Antoine              | FN                         | 5 123        | 9,63         |             |             |  |
|                | Jean Gastine                     | PCF                        | 4 056        | 7,62         |             |             |  |
|                | Hilaire Desprez                  | Divers gauche (Maj. prés.) | 1 167        | 2,19         |             |             |  |
|                |                                  |                            |              |              |             |             |  |
| Inscrits       | Inscrits                         | Inscrits                   | 80 644       | 100,00       | 80 602      | 100,00      |  |
| Abstentions    | Abstentions                      | Abstentions                | 26 632       | 33,02        | 22 130      | 27,46       |  |
| Votants        | Votants                          | Votants                    | 54 012       | 66,98        | 58 472      | 72,54       |  |
| Blancs et nuls | Blancs et nuls                   | Blancs et nuls             | 806          | 1,49         | 1 080       | 1,85        |  |
| Exprimés       | Exprimés                         | Exprimés                   | 53 206       | 98,51        | 57 392      | 98,15       |  |

Le suppléant de Christine Boutin était Jean-Louis Fanost, conseiller régional, maire de Jouars-Pontchartrain.

### Élections de 1993
| Candidat       | Candidat                       | Parti          | Premier tour | Premier tour | Second tour | Second tour |  |
| Candidat       | Candidat                       | Parti          | Voix         | %            | Voix        | %           |  |
| -------------- | ------------------------------ | -------------- | ------------ | ------------ | ----------- | ----------- |  |
|                | Christine Boutin sortant réélu | UDF (CDS)      | 28 135       | 47,3         | 36 171      | 64,5        |  |
|                | Anne-Andrée Beaugendre         | PS (ADFP)      | 9 617        | 16,17        | 19 905      | 35,5        |  |
|                | Jacques Michel                 | FN             | 8 888        | 14,94        |             |             |  |
|                | Jean Sindou-Faurie             | Les Verts (EÉ) | 6 738        | 11,33        |             |             |  |
|                | Christian Beaumanoir           | PCF            | 3 754        | 6,31         |             |             |  |
|                | Fernande Verdière              | RDRP           | 1 413        | 2,38         |             |             |  |
|                | Sophie Auger                   | LT-LNÉ         | 935          | 1,57         |             |             |  |
|                |                                |                |              |              |             |             |  |
| Inscrits       | Inscrits                       | Inscrits       | 87 471       | 100,00       | 87 462      | 100,00      |  |
| Abstentions    | Abstentions                    | Abstentions    | 24 853       | 28,41        | 26 889      | 30,74       |  |
| Votants        | Votants                        | Votants        | 62 618       | 71,59        | 60 573      | 69,26       |  |
| Blancs et nuls | Blancs et nuls                 | Blancs et nuls | 3 138        | 5,01         | 4 497       | 7,42        |  |
| Exprimés       | Exprimés                       | Exprimés       | 59 480       | 94,99        | 56 076      | 92,58       |  |

Le suppléant de Christine Boutin était Claude Péninque, RPR, de Saint-Arnoult-en-Yvelines.

### Élections de 1997
| Candidat       | Candidat                         | Parti          | Premier tour | Premier tour | Second tour | Second tour |  |
| Candidat       | Candidat                         | Parti          | Voix         | %            | Voix        | %           |  |
| -------------- | -------------------------------- | -------------- | ------------ | ------------ | ----------- | ----------- |  |
|                | Christine Boutin sortante réélue | UDF (FD)       | 16 867       | 28,62        | 33 915      | 54,92       |  |
|                | Anny Poursinoff                  | Les Verts      | 14 290       | 24,25        | 27 844      | 45,08       |  |
|                | Jacques Michel                   | FN             | 8 311        | 14,1         |             |             |  |
|                | Henri Pailleux                   | diss. RPR      | 8 179        | 13,88        |             |             |  |
|                | Christian Beaumanoir             | PCF            | 4 783        | 8,12         |             |             |  |
|                | Michel Haye                      | MÉI            | 3 615        | 6,13         |             |             |  |
|                | Jean-Louis Desvaud               | US4J           | 1 354        | 2,3          |             |             |  |
|                | Anne-Lise Melquiond              | EC             | 1 139        | 1,93         |             |             |  |
|                | Max Rieu                         | Divers gauche  | 390          | 0,66         |             |             |  |
|                |                                  |                |              |              |             |             |  |
| Inscrits       | Inscrits                         | Inscrits       | 89 369       | 100,00       | 89 341      | 100,00      |  |
| Abstentions    | Abstentions                      | Abstentions    | 27 675       | 30,97        | 24 118      | 27          |  |
| Votants        | Votants                          | Votants        | 61 694       | 69,03        | 65 223      | 73          |  |
| Blancs et nuls | Blancs et nuls                   | Blancs et nuls | 2 766        | 4,48         | 3 464       | 5,31        |  |
| Exprimés       | Exprimés                         | Exprimés       | 58 928       | 95,52        | 61 759      | 94,69       |  |

Le suppléant de Christine Boutin était Claude Péninque, RPR.

### Élections de 2002
| Candidat       | Candidat                         | Parti            | Premier tour | Premier tour | Second tour | Second tour |  |
| Candidat       | Candidat                         | Parti            | Voix         | %            | Voix        | %           |  |
| -------------- | -------------------------------- | ---------------- | ------------ | ------------ | ----------- | ----------- |  |
|                | Christine Boutin sortante réélue | UMP              | 20 674       | 32,48        | 31 342      | 56,29       |  |
|                | Didier Fischer                   | PS               | 16 318       | 25,63        | 24 339      | 43,71       |  |
|                | Alain Bricault                   | UDF              | 9 886        | 15,53        |             |             |  |
|                | Philippe Chevrier                | FN               | 6 341        | 9,96         |             |             |  |
|                | Anny Poursinoff                  | Les Verts        | 2 256        | 3,54         |             |             |  |
|                | Luc Miserey                      | PCF              | 1 555        | 2,44         |             |             |  |
|                | Emmanuelle Bour                  | Divers           | 1 127        | 1,77         |             |             |  |
|                | Jean-Luc Trotignon               | Pôle républicain | 926          | 1,45         |             |             |  |
|                | Lionel David                     | LT-LNÉ           | 840          | 1,32         |             |             |  |
|                | Emmanuel Désert                  | Cap21            | 732          | 1,15         |             |             |  |
|                | Alain Didelot                    | Divers droite    | 586          | 0,92         |             |             |  |
|                | Christiane Duprey                | LO               | 582          | 0,91         |             |             |  |
|                | Michel Manas                     | CPNT             | 578          | 0,91         |             |             |  |
|                | Jocelyne Malghem                 | MNR              | 461          | 0,72         |             |             |  |
|                | Francis Vincenti                 | Extrême gauche   | 457          | 0,72         |             |             |  |
|                | Bertrand Sicard                  | MÉI              | 337          | 0,53         |             |             |  |
|                |                                  |                  |              |              |             |             |  |
| Inscrits       | Inscrits                         | Inscrits         | 95 220       | 100,00       | 95 212      | 100,00      |  |
| Abstentions    | Abstentions                      | Abstentions      | 30 625       | 32,16        | 36 771      | 38,62       |  |
| Votants        | Votants                          | Votants          | 64 595       | 67,84        | 58 441      | 61,38       |  |
| Blancs et nuls | Blancs et nuls                   | Blancs et nuls   | 939          | 1,45         | 2 760       | 4,72        |  |
| Exprimés       | Exprimés                         | Exprimés         | 63 656       | 98,55        | 55 681      | 95,28       |  |

Le suppléant de Christine Boutin était Claude Péninque.

### Élections de 2007
| Candidat       | Candidat                         | Parti          | Premier tour | Premier tour | Second tour | Second tour |  |
| Candidat       | Candidat                         | Parti          | Voix         | %            | Voix        | %           |  |
| -------------- | -------------------------------- | -------------- | ------------ | ------------ | ----------- | ----------- |  |
|                | Christine Boutin sortante réélue | UMP            | 31 614       | 49,23        | 33 583      | 58,37       |  |
|                | Didier Fischer                   | PS             | 13 777       | 21,46        | 23 949      | 41,63       |  |
|                | Pierre Le Guerinel               | UDF–MoDem      | 7 347        | 11,44        |             |             |  |
|                | Anny Poursinoff                  | Les Verts      | 2 434        | 3,79         |             |             |  |
|                | Philippe Chevrier                | FN             | 2 287        | 3,56         |             |             |  |
|                | Danielle Atlan                   | LCR            | 1 482        | 2,31         |             |             |  |
|                | Valérie Jeannot                  | PCF            | 1 248        | 1,94         |             |             |  |
|                | Yves Pagot                       | GÉ             | 914          | 1,42         |             |             |  |
|                | Jocelyne Malghem                 | MPF            | 806          | 1,26         |             |             |  |
|                | Josette Bednar-Duche             | LT-LNÉ         | 742          | 1,16         |             |             |  |
|                | Joseph Dugast                    | Divers         | 510          | 0,79         |             |             |  |
|                | Christiane Duprey                | LO             | 423          | 0,66         |             |             |  |
|                | Michel Gobillon                  | Divers         | 366          | 0,57         |             |             |  |
|                | Marie-Thérèse Gade               | Extrême droite | 263          | 0,41         |             |             |  |
|                | Mariama Jabbie                   | Divers droite  | 0            | 0            |             |             |  |
|                |                                  |                |              |              |             |             |  |
| Inscrits       | Inscrits                         | Inscrits       | 101 199      | 100,00       | 101 190     | 100,00      |  |
| Abstentions    | Abstentions                      | Abstentions    | 35 994       | 35,57        | 41 623      | 41,13       |  |
| Votants        | Votants                          | Votants        | 65 205       | 64,43        | 59 567      | 58,87       |  |
| Blancs et nuls | Blancs et nuls                   | Blancs et nuls | 992          | 1,52         | 2 035       | 3,42        |  |
| Exprimés       | Exprimés                         | Exprimés       | 64 213       | 98,48        | 57 532      | 96,58       |  |

### Élection partielle de 2009
À la suite de la démission de Christine Boutin de son mandat de députée, une législative partielle est organisée les dimanches 20 et 27 septembre 2009.
| Candidat       | Candidat                            | Parti          | Premier tour | Premier tour | Second tour | Second tour |  |
| Candidat       | Candidat                            | Parti          | Voix         | %            | Voix        |             |  |
| -------------- | ----------------------------------- | -------------- | ------------ | ------------ | ----------- | ----------- |  |
|                | Jean-Frédéric Poisson sortant réélu | PCD            | 9 993        | 43,93        | 12 804      | 50,01       |  |
|                | Anny Poursinoff                     | Les Verts      | 4 583        | 20,15        | 12 799      | 49,99       |  |
|                | Françoise Pelissolo                 | PS             | 2 829        | 12,44        |             |             |  |
|                | Georges-Claude Mougeot              | Divers gauche  | 2 180        | 9,58         |             |             |  |
|                | Vincent Liechti                     | FG             | 1 073        | 4,72         |             |             |  |
|                | Philippe Chevrier                   | FN             | 913          | 4,01         |             |             |  |
|                | Myriam Baeckeroot                   | Extrême droite | 701          | 3,08         |             |             |  |
|                | Maxime Rouquet                      | Pirate         | 472          | 2,08         |             |             |  |
|                |                                     |                |              |              |             |             |  |
| Inscrits       | Inscrits                            | Inscrits       | 101 998      | 100,00       | 102 005     | 100,00      |  |
| Abstentions    | Abstentions                         | Abstentions    | 78 784       | 77,24        | 75 493      | 74,01       |  |
| Votants        | Votants                             | Votants        | 23 214       | 22,76        | 26 512      | 25,99       |  |
| Blancs et nuls | Blancs et nuls                      | Blancs et nuls | 470          | 2,02         | 909         | 3,43        |  |
| Exprimés       | Exprimés                            | Exprimés       | 22 744       | 97,98        | 25 603      | 96,57       |  |

En raison d'un faible écart de voix au second tour, réduit à une voix après vérification, et à une propagande électorale tardive, le conseil constitutionnel décide d'annuler le scrutin.

### Élection partielle de 2010
| Candidat       | Candidat                      | Parti                | Premier tour | Premier tour | Second tour | Second tour |  |
| Candidat       | Candidat                      | Parti                | Voix         | %            | Voix        | %           |  |
| -------------- | ----------------------------- | -------------------- | ------------ | ------------ | ----------- | ----------- |  |
|                | Anny Poursinoff élue          | EÉLV (PS)            | 11 420       | 42,62        | 15 109      | 51,72       |  |
|                | Jean-Frédéric Poisson sortant | PCD (UMP, MPF, CNIP) | 10 909       | 40,71        | 14 104      | 48,28       |  |
|                | Philippe Chevrier             | FN                   | 2 004        | 7,48         |             |             |  |
|                | Vincent Liechti               | FG                   | 1 085        | 4,05         |             |             |  |
|                | Michel Finck                  | NC                   | 854          | 3,19         |             |             |  |
|                | Guillaume Sebileau            | Divers               | 348          | 1,30         |             |             |  |
|                | Maxime Rouquet                | Pirate               | 178          | 0,66         |             |             |  |
|                |                               |                      |              |              |             |             |  |
| Inscrits       | Inscrits                      | Inscrits             | 101 682      | 100,00       | 101 677     | 100,00      |  |
| Abstentions    | Abstentions                   | Abstentions          | 74 478       | 73,25        | 71 765      | 70,58       |  |
| Votants        | Votants                       | Votants              | 27 204       | 26,75        | 29 912      | 29,42       |  |
| Blancs et nuls | Blancs et nuls                | Blancs et nuls       | 406          | 1,49         | 699         | 2,34        |  |
| Exprimés       | Exprimés                      | Exprimés             | 26 798       | 98,51        | 29 213      | 97,66       |  |

### Élections de 2012
| Candidat       | Candidat                   | Parti                | Premier tour | Premier tour | Second tour | Second tour |  |
| Candidat       | Candidat                   | Parti                | Voix         | %            | Voix        | %           |  |
| -------------- | -------------------------- | -------------------- | ------------ | ------------ | ----------- | ----------- |  |
|                | Anny Poursinoff sortante   | EÉLV (PS)            | 18 369       | 34,67        | 24 224      | 46,35       |  |
|                | Jean-Frédéric Poisson élu  | PCD (UMP, MPF, CNIP) | 18 357       | 34,6         | 28 043      | 53,65       |  |
|                | Philippe Chevrier          | FN                   | 6 268        | 11,83        |             |             |  |
|                | Claire Vignaud             | FG (PCF)             | 2 448        | 4,62         |             |             |  |
|                | François de La Villardière | Divers droite        | 2 322        | 4,38         |             |             |  |
|                | Michel Lhémery             | MoDem                | 1 594        | 3,01         |             |             |  |
|                | Maxime Rouquet             | Pirate               | 966          | 1,82         |             |             |  |
|                | Géraldine Squenel          | AC                   | 863          | 1,63         |             |             |  |
|                | Yann Gautier               | Divers droite        | 689          | 1,30         |             |             |  |
|                | Michel Gobillon            | AÉI                  | 651          | 1,23         |             |             |  |
|                | Florence Bedague           | LO                   | 210          | 0,40         |             |             |  |
|                | Cyrille Saint-Mleux        | Divers droite        | 131          | 0,25         |             |             |  |
|                | Claude Normand             | NPA                  | 118          | 0,22         |             |             |  |
|                |                            |                      |              |              |             |             |  |
| Inscrits       | Inscrits                   | Inscrits             | 86 791       | 100,00       | 86 778      | 100,00      |  |
| Abstentions    | Abstentions                | Abstentions          | 33 215       | 38,27        | 33 262      | 38,33       |  |
| Votants        | Votants                    | Votants              | 53 576       | 61,73        | 53 516      | 61,67       |  |
| Blancs et nuls | Blancs et nuls             | Blancs et nuls       | 590          | 1,1          | 1 249       | 2,33        |  |
| Exprimés       | Exprimés                   | Exprimés             | 52 986       | 98,9         | 52 267      | 97,67       |  |

### Élections de 2017
|                  | Aurore Bergé           | LREM           | 23 009 | 46,63  | 25 868 | 64,75  |  |  |  |  |  |
|                  | Jean-Frédéric Poisson* | PCD-LR         | 9 434  | 19,12  | 14 084 | 35,25  |  |  |  |  |  |
|                  | Benjamin Nicoletta     | LFI            | 4 341  | 8,80   |        |        |  |  |  |  |  |
|                  | François Le Hot        | FN             | 3 902  | 7,91   |        |        |  |  |  |  |  |
|                  | David Jutier           | EELV           | 2 479  | 5,02   |        |        |  |  |  |  |  |
|                  | Jean-Claude Husson     | PS             | 2 391  | 4,85   |        |        |  |  |  |  |  |
|                  | Joël Boche             | DLF            | 805    | 1,63   |        |        |  |  |  |  |  |
|                  | Corinne Auribault      | PCF            | 530    | 1,07   |        |        |  |  |  |  |  |
|                  | Laure Gall             | ECO            | 518    | 1,05   |        |        |  |  |  |  |  |
|                  | Audrey Cuny            | DIV            | 438    | 0,89   |        |        |  |  |  |  |  |
|                  | Frédéric Fonsalas      | DVD            | 388    | 0,79   |        |        |  |  |  |  |  |
|                  | Philippe Chevrier      | EXD            | 335    | 0,68   |        |        |  |  |  |  |  |
|                  | Marie-Thérèse Mantoni  | DVG            | 306    | 0,62   |        |        |  |  |  |  |  |
|                  | Marielle Saulnier      | EXG            | 245    | 0,50   |        |        |  |  |  |  |  |
|                  | Laurent Burçon         | DVD            | 221    | 0,45   |        |        |  |  |  |  |  |
|                  |                        |                |        |        |        |        |  |  |  |  |  |
| Inscrits         | Inscrits               | Inscrits       | 88 769 | 100,00 | 88 764 | 100,00 |  |  |  |  |  |
| Abstentions      | Abstentions            | Abstentions    | 38 712 | 43,61  | 45 324 | 51,06  |  |  |  |  |  |
| Votants          | Votants                | Votants        | 50 057 | 56,39  | 43 440 | 48,94  |  |  |  |  |  |
| Blancs et nuls   | Blancs et nuls         | Blancs et nuls | 715    | 0,81   | 3 488  | 3,93   |  |  |  |  |  |
| Exprimés         | Exprimés               | Exprimés       | 49 342 | 98,57  | 39 952 | 91,97  |  |  |  |  |  |
| * député sortant |                        |                |        |        |        |        |  |  |  |  |  |

### Élections de 2022
Les élections législatives françaises de 2022 ont eu lieu les dimanches 12 et 19 juin 2022.
|                                                    |                                                                |                           |                           |                          |                          |
|                                                    |                                                                | Premier tour 12 juin 2022 | Premier tour 12 juin 2022 | Second tour 19 juin 2022 | Second tour 19 juin 2022 |
|                                                    |                                                                |                           |                           |                          |                          |
|                                                    |                                                                | Nombre                    | % des inscrits            | Nombre                   | % des inscrits           |
| Inscrits                                           | Inscrits                                                       | 91 538                    | 100                       | 91 550                   | 100                      |
| Abstentions                                        | Abstentions                                                    | 40 788                    | 44,56                     | 43 332                   | 47,33                    |
| Votants                                            | Votants                                                        | 50 750                    | 55,44                     | 48 218                   | 52,67                    |
|                                                    |                                                                |                           | % des votants             |                          | % des votants            |
| Bulletins blancs                                   | Bulletins blancs                                               | 524                       | 0,57                      | 2675                     | 5,55                     |
| Bulletins nuls                                     | Bulletins nuls                                                 | 188                       | 0,37                      | 1019                     | 2,11                     |
| Suffrages exprimés                                 | Suffrages exprimés                                             | 50 038                    | 54,66                     | 44 524                   | 92,34                    |
|                                                    |                                                                |                           |                           |                          |                          |
| Candidat Étiquette politique (partis et alliances) | Candidat Étiquette politique (partis et alliances)             | Voix                      | % des exprimés            | Voix                     | % des exprimés           |
|                                                    |                                                                |                           |                           |                          |                          |
|                                                    | Aurore Bergé* Ensemble                                         | 16 727                    | 33,43                     | 28 169                   | 63,27                    |
|                                                    | Cédric Briolais Nouvelle Union populaire écologique et sociale | 11 030                    | 22,04                     | 16 355                   | 36,73                    |
|                                                    | Anne Cabrit Les Républicains                                   | 8 571                     | 17,13                     |                          |                          |
|                                                    | Thomas du Chalard Rassemblement national                       | 6 482                     | 12,95                     |                          |                          |
|                                                    | Philippe Chevrier Reconquête                                   | 2 926                     | 5,85                      |                          |                          |
|                                                    | Patrice Jacono Tous unis pour le vivant                        | 2 329                     | 4,65                      |                          |                          |
|                                                    | Sylvie Bogaers Parti animaliste                                | 824                       | 1,65                      |                          |                          |
|                                                    | Claire Coueignas Droite souverainiste                          | 603                       | 1,21                      |                          |                          |
|                                                    | Marielle Saulnier Lutte ouvrière                               | 433                       | 0,87                      |                          |                          |
|                                                    | Michel Bizien Parti ouvrier indépendant                        | 113                       | 0,23                      |                          |                          |
| * Députée sortante                                 |                                                                |                           |                           |                          |                          |

### Élections de 2024
| Candidat                 | Candidat                   | Parti et coalition       | Nuance                   | Premier tour | Premier tour | Second tour | Second tour |
| Candidat                 | Candidat                   | Parti et coalition       | Nuance                   | Voix         | %            | Voix        | %           |
| ------------------------ | -------------------------- | ------------------------ | ------------------------ | ------------ | ------------ | ----------- | ----------- |
|                          | Aurore Bergé sortante élue | RE (ENS)                 | ENS                      | 22 367       | 33,59        | 32 048      | 49,05       |
|                          | Thomas du Chalard          | RN                       | RN                       | 18 795       | 28,22        | 21 035      | 32,19       |
|                          | Cédric Briolais            | LFI (NFP)                | UG                       | 14 918       | 22,40        | 12 255      | 18,76       |
|                          | Gaël Barbotin              | LR                       | LR                       | 5 797        | 8,71         |             |             |
|                          | Julien Gautrelet           | PRG                      | RDG                      | 2 260        | 3,39         |             |             |
|                          | Ethel Fournier-Campion     | Équinoxe                 | ECO                      | 1 141        | 1,71         |             |             |
|                          | Olivier Gousseau           | REC                      | REC                      | 894          | 1,34         |             |             |
|                          | Hélène Janisset            | LO                       | EXG                      | 421          | 0,63         |             |             |
|                          |                            |                          |                          |              |              |             |             |
| Suffrages exprimés       | Suffrages exprimés         | Suffrages exprimés       | Suffrages exprimés       | 66 593       | 98,23        | 65 338      | 97,43       |
| Votes blancs             | Votes blancs               | Votes blancs             | Votes blancs             | 872          | 1,29         | 1 338       | 2,00        |
| Votes nuls               | Votes nuls                 | Votes nuls               | Votes nuls               | 326          | 0,48         | 388         | 0,58        |
| Total                    | Total                      | Total                    | Total                    | 67 791       | 100          | 67 064      | 100         |
| Abstention               | Abstention                 | Abstention               | Abstention               | 24 689       | 26,70        | 25 440      | 27,50       |
| Inscrits / participation | Inscrits / participation   | Inscrits / participation | Inscrits / participation | 92 480       | 73,30        | 92 504      | 72,50       |